# سیلن گری
سیلن گری (نام علمی: Silene grayi) نام یک گونه از سرده سیلن است.